# Glanbach
Die Glan (f.) (selten auch Glanbach) ist ein 13,7 km langer Bach, der vom Fuße des Untersbergs durch die Stadt Salzburg fließt und als linker Nebenfluss nächst dem Saalachspitz in die Salzach mündet.

## Namensgebung
Das Wort Glan ist keltischen Ursprungs und bedeutet so viel wie „klares Wasser“; Glan war zudem der Name eines keltischen Wassergottes. Im Salzburger Raum ist die keltisch-römische Kulturtradition ebenso ungebrochen gewesen wie die Tradierung in das Bairische (vgl. Welsche, zu den Lateinersiedlungen im Alpenraum der Spätantike).
Der Hydrographische Dienst nennt die Salzburger Glan, in Unterscheidung zur Kärntner Glan Glanbach. Auf dem Geographischen Informationssystem des Landes Salzburg (SAGIS) wird der Fluss hingegen ebenfalls als Glan bezeichnet. Der Lauf vom Glankanal (dieser ebenfalls weiterhin Glan genannt) abwärts durch den Salzburger Stadtteil Liefering hat den Namen Altglan.

## Lauf
Die Glan entsteht bei den Fürstenbrunner Kugelmühlen (Untersbergmuseum) durch den Zusammenfluss dreier Quellbäche: des Brunnbachs, des Kühlbachs und des Koppengraben-Baches. Die höchste der Quellen dieser Bäche ist an der Sausenden Wand auf ca. 1400 m (⊙), das meiste Wasser kommt vom Brunnbach, der aus dem Fürstenbrunnen (⊙) entspringt. Diese Quelle diente schon früheren Fürsterzbischofen, wobei ein Wasserreiter täglich frisches Wasser an den Hof brachte (davon auch der Ortsname „Fürstenbrunn“). Die Qualität des Wassers wurde gerühmt. Der Versuch der Errichtung einer Trinkwasserleitung von Fürstenbrunn in die Stadt Salzburg schlug 1661 fehl. Die Quellhöhle wurde dann 1874/75 erneut gefasst, um Wasser für die Hochquellenleitung der Stadt Salzburg bereitzustellen. Am 31. Oktober 1875 wurde sie nach zweijähriger Bauzeit von Oberbürgermeister Ignaz Harrer eröffnet und schüttete 4.000 m³ pro Tag.
Nahebei liegt auch Schloss Glanegg, die Wachburg des Marmorsteinbruchs und der Handelsstraße nach Bad Reichenhall, heute im Besitz der Mayr-Melnhofs.
Im weiteren Lauf durch das Salzburger Becken bildet die Glan das Feuchtgebiet entlang der Moosstraße und das Leopoldskroner Moor mit seinen Weihern (Stadtteil Leopoldskron-Moos, Ortschaft Viehausen). Sie bildet dabei die Grenze zwischen der Stadt Salzburg und der Gemeinde Wals-Siezenheim. Danach durchfließt die Glan die Stadtteile Riedenburg und Maxglan, bildet hierauf großteils als Glankanal die Grenze zwischen Lehen und Liefering und mündet zwischen Traklsteg und Autobahnbrücke (⊙) in die Salzach. Der Altlauf, vom Lieferinger Mühlbach begleitet, verläuft als Altglan durch Liefering und die Herrenau und mündet etwa 800 m oberhalb der Saalachmündung am Saalachspitz.

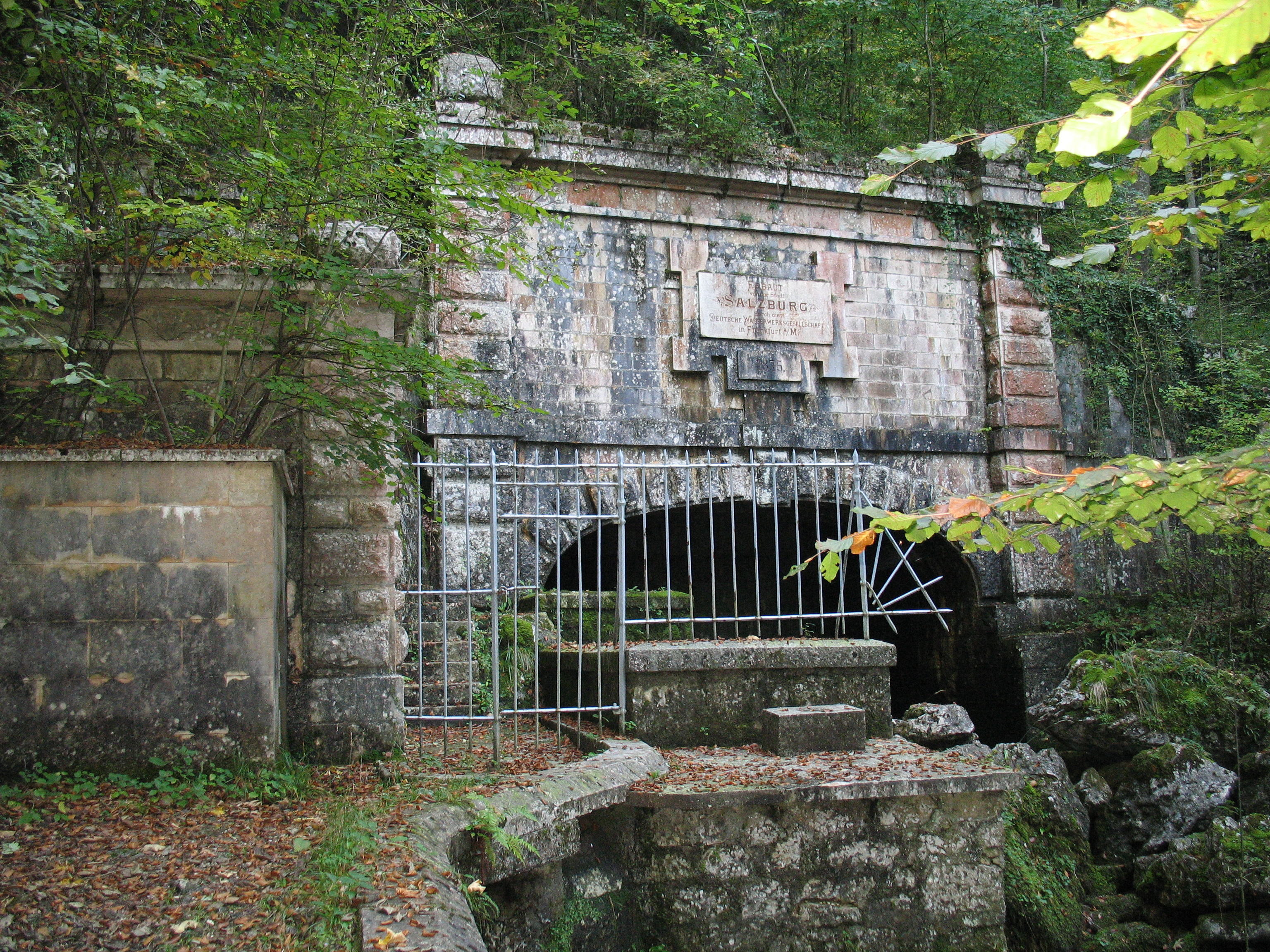
Quelle Fürstenbrunn, Ursprung des Brunnbachs und damit die Hauptquelle der Glan
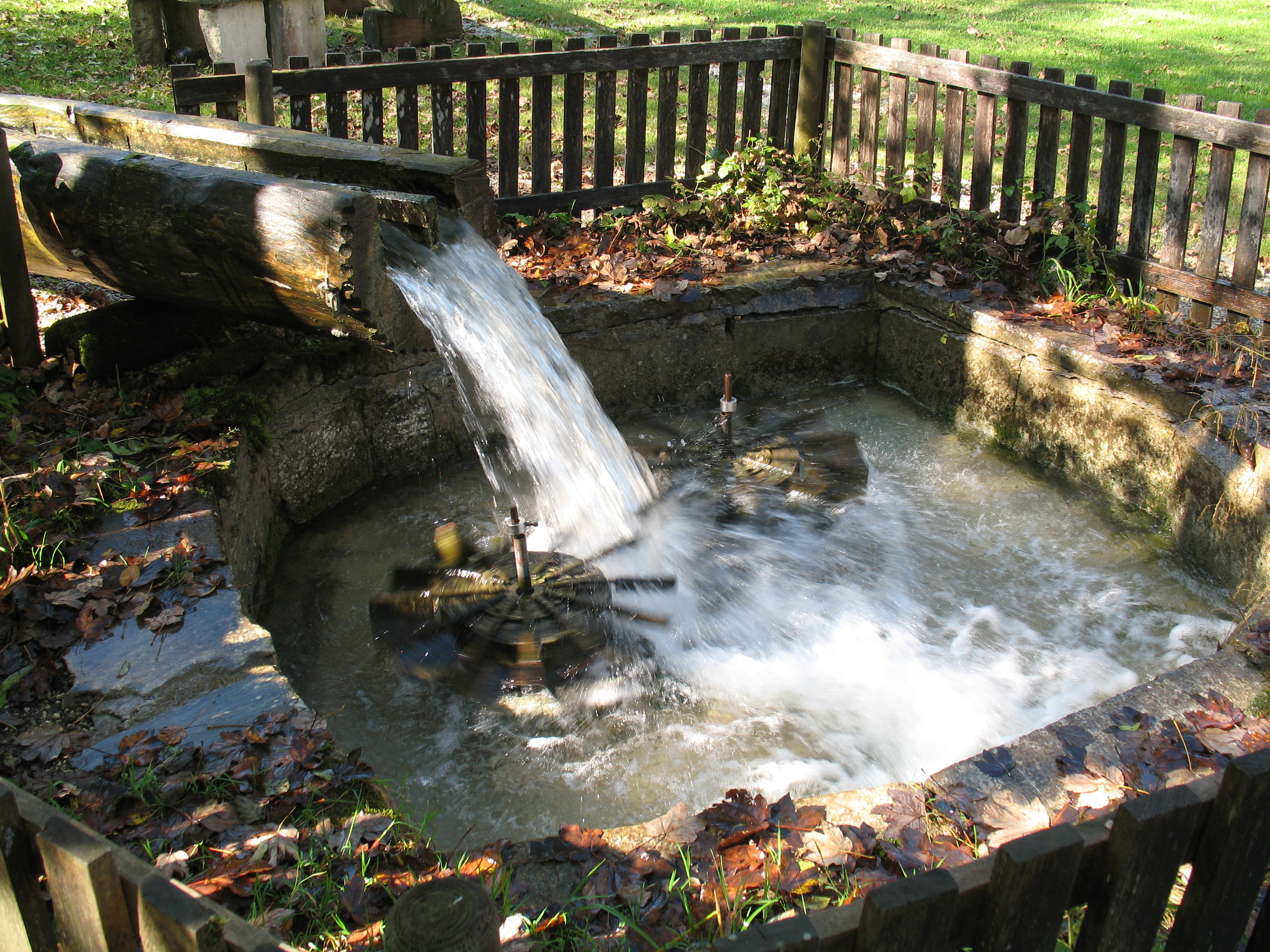
Kugelmühle in Fürstenbrunn, betrieben mit dem Wasser der Glan
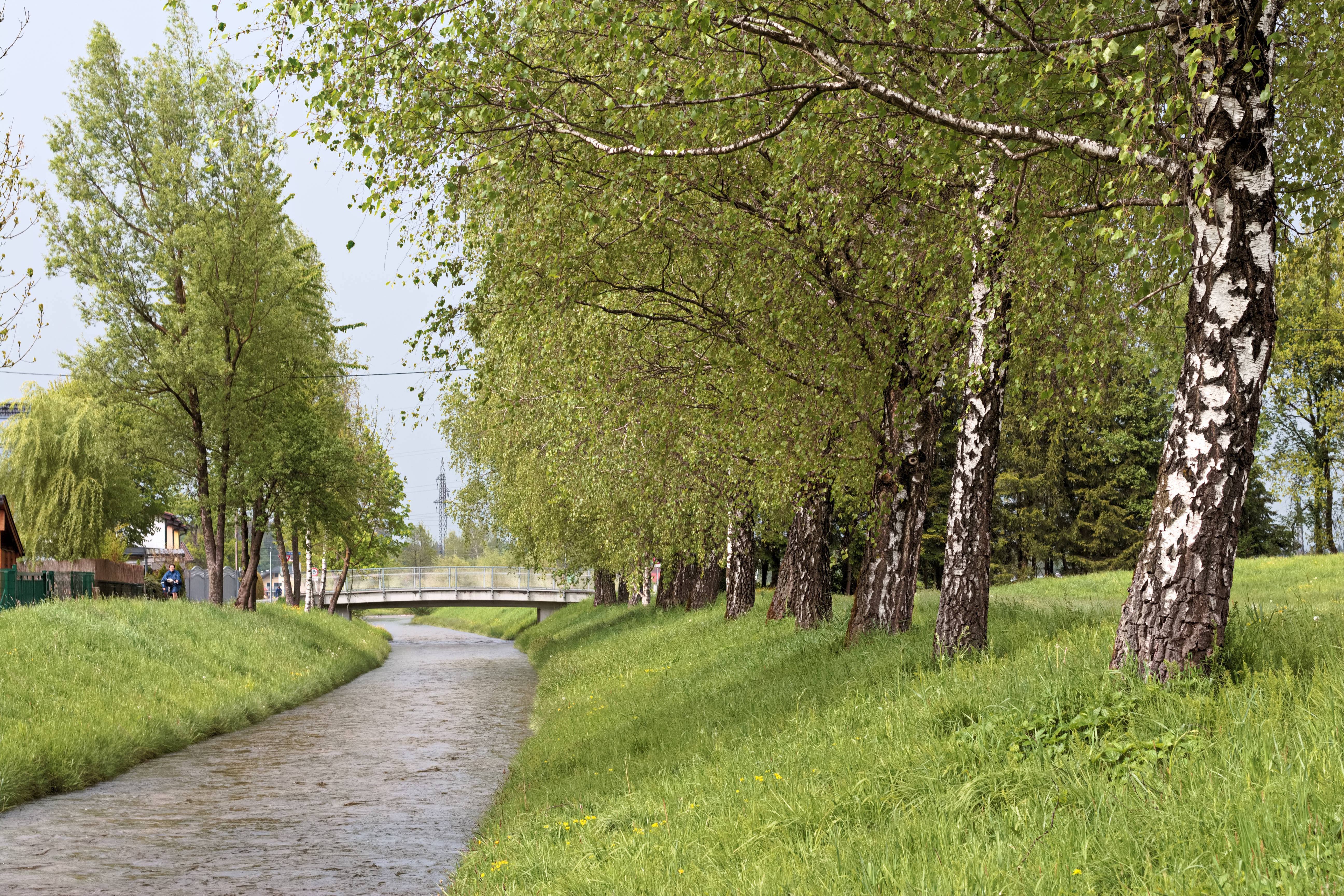
Die seit den 1930er/40er-Jahren begradigte Glan; hier auf Höhe der Brücke beim Schwarzgrabenweg
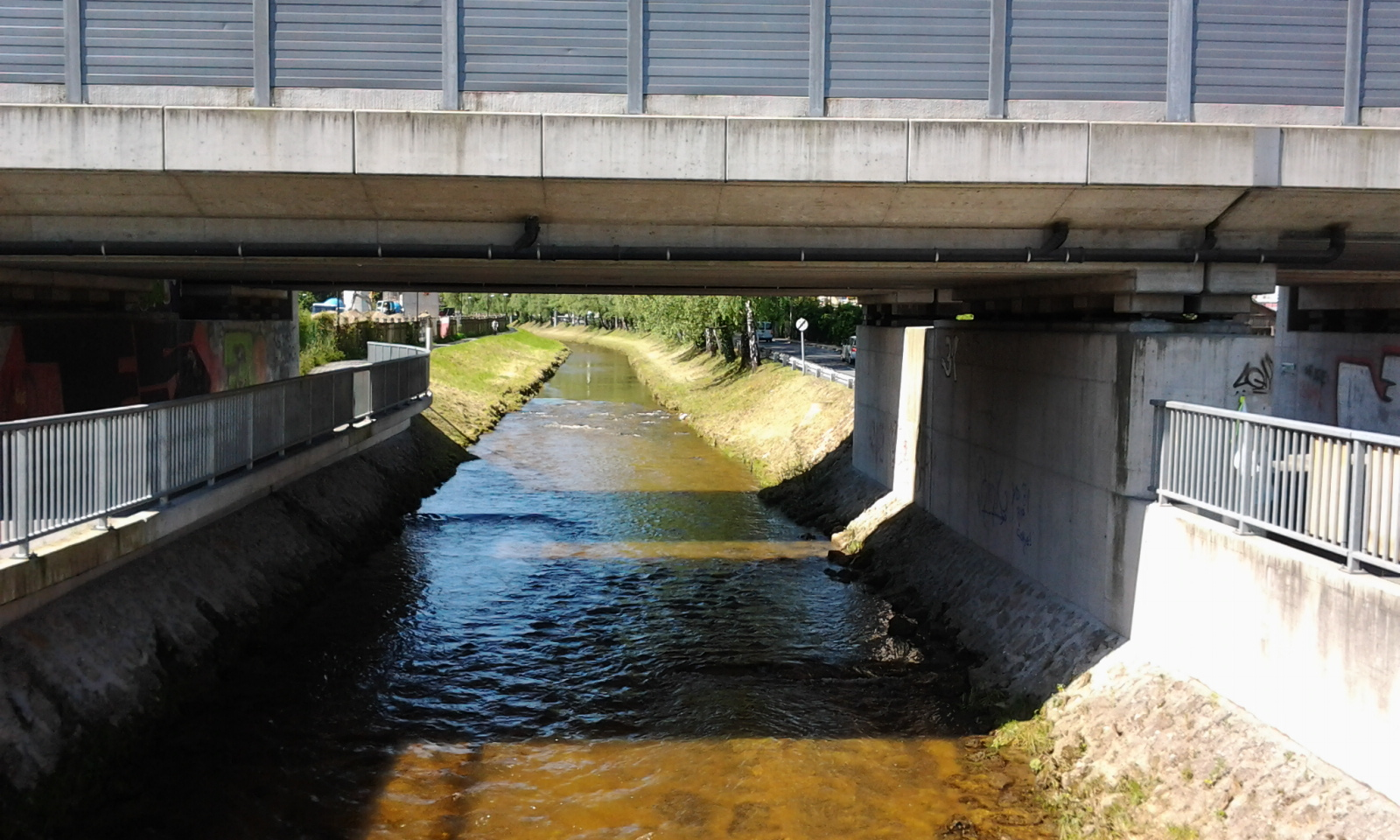
Die begradigte Glan auf Höhe der Brücke der Bahnstrecke Rosenheim–Salzburg
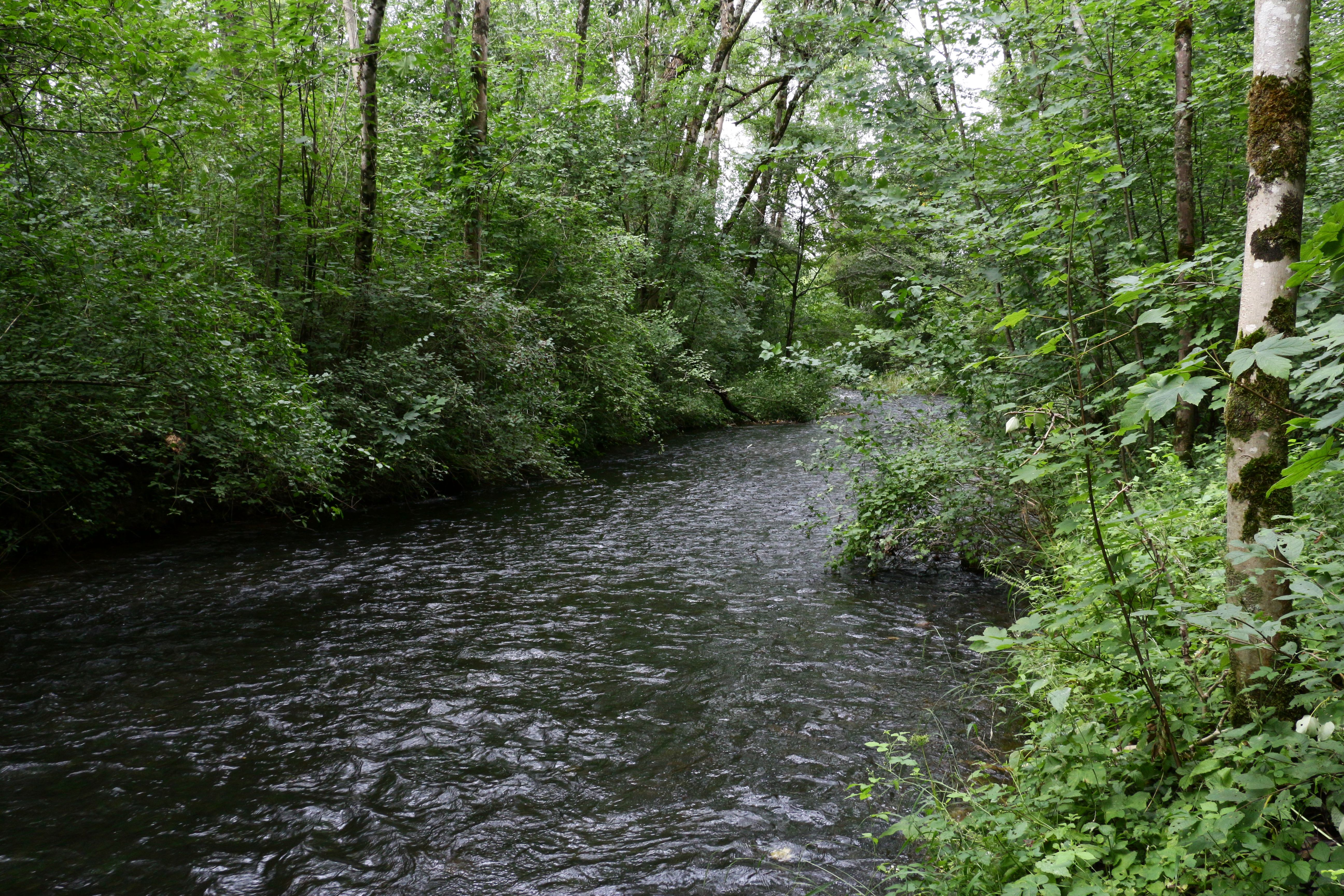
Die Altglan im Landschaftsschutzgebiet Salzachsee-Saalachspitz

## Wasserbau

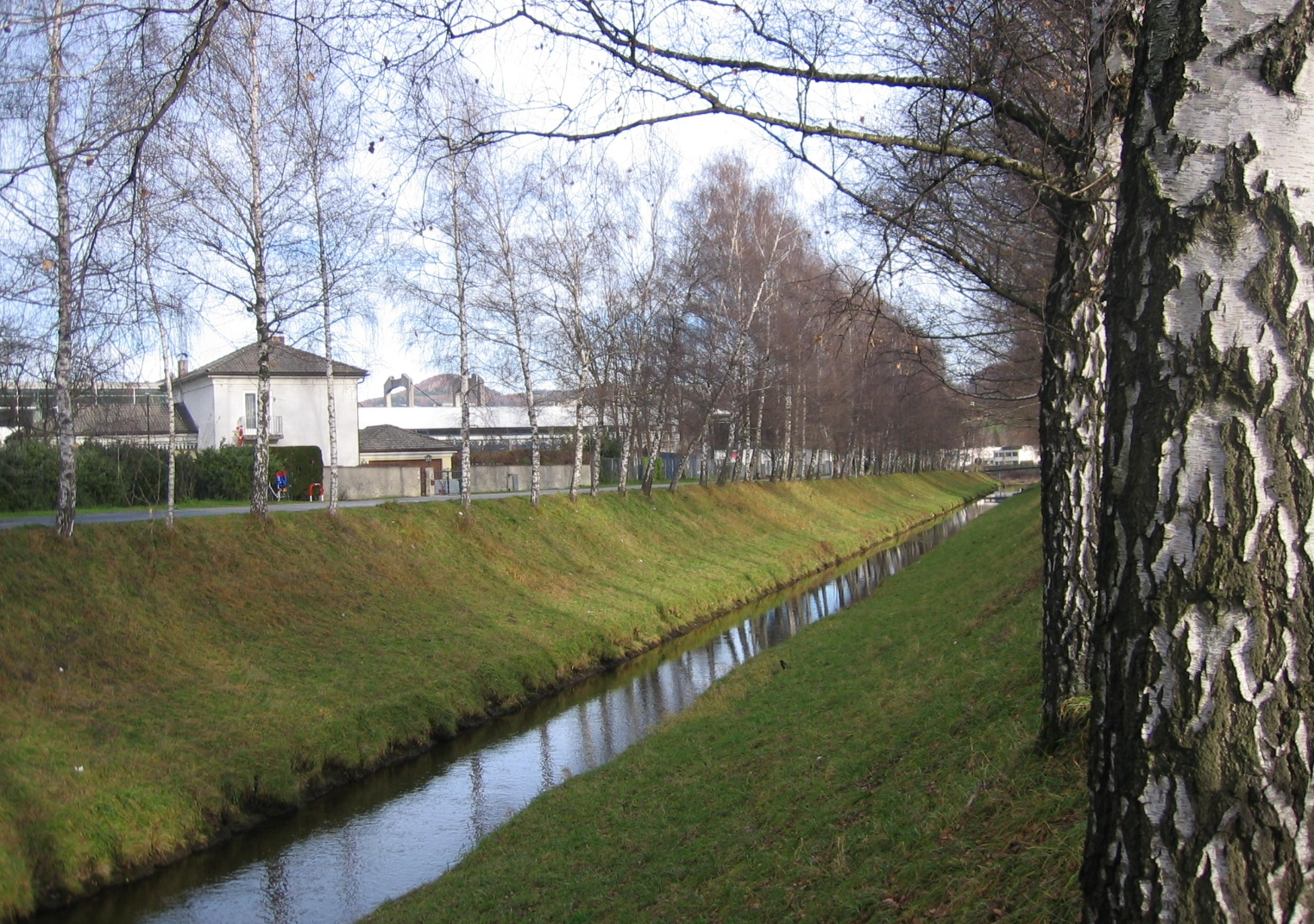
Der in den 1930er-Jahren angelegte Hochwasserentlastungskanal der Glan (hier zwischen Messezentrum (Liefering) und Lehen)

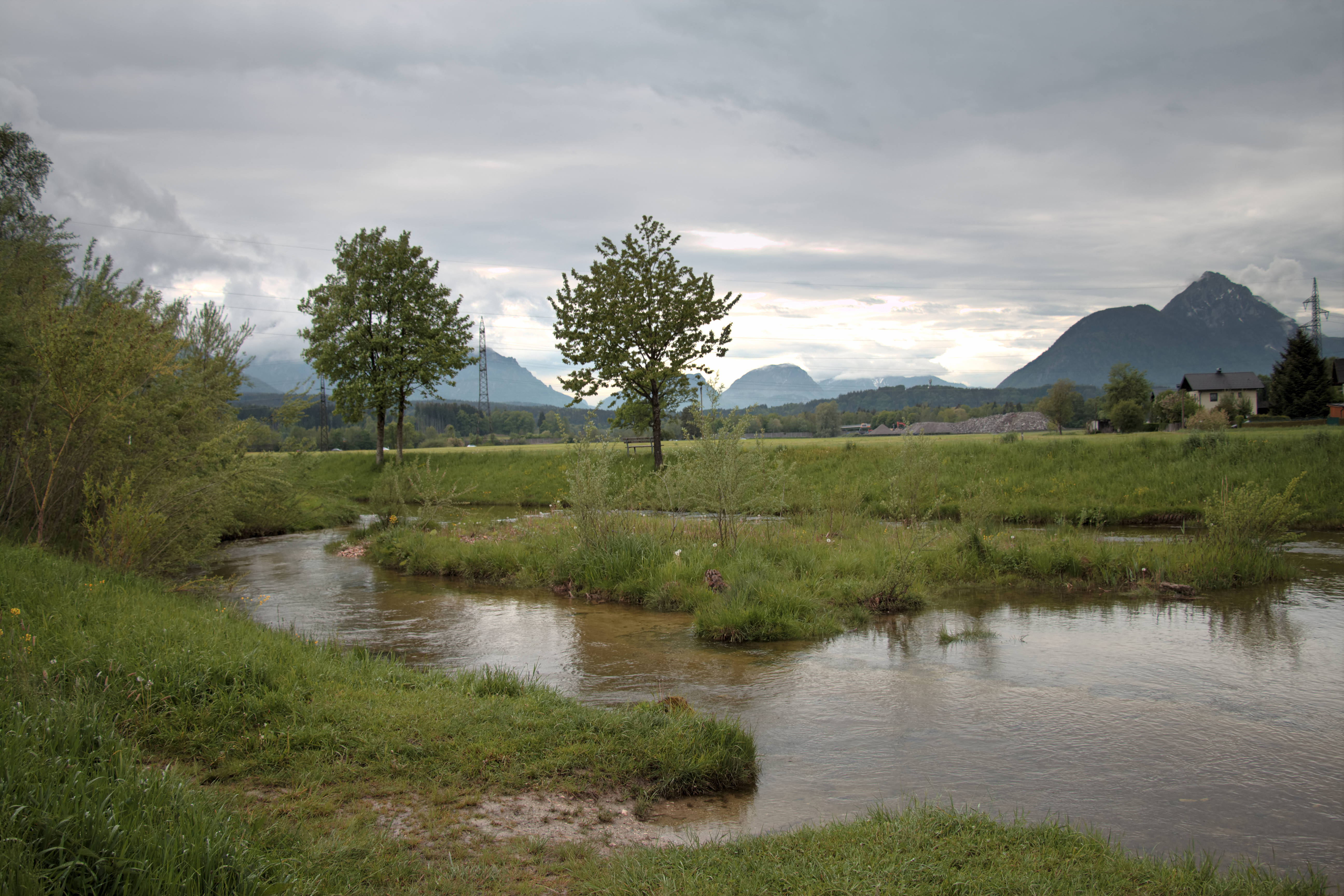
Einer der um 2009 erfolgten Rückbauten des Flussbettes der Glan im Bereich des Landschaftsschutzgebietes Leopoldskroner Moos

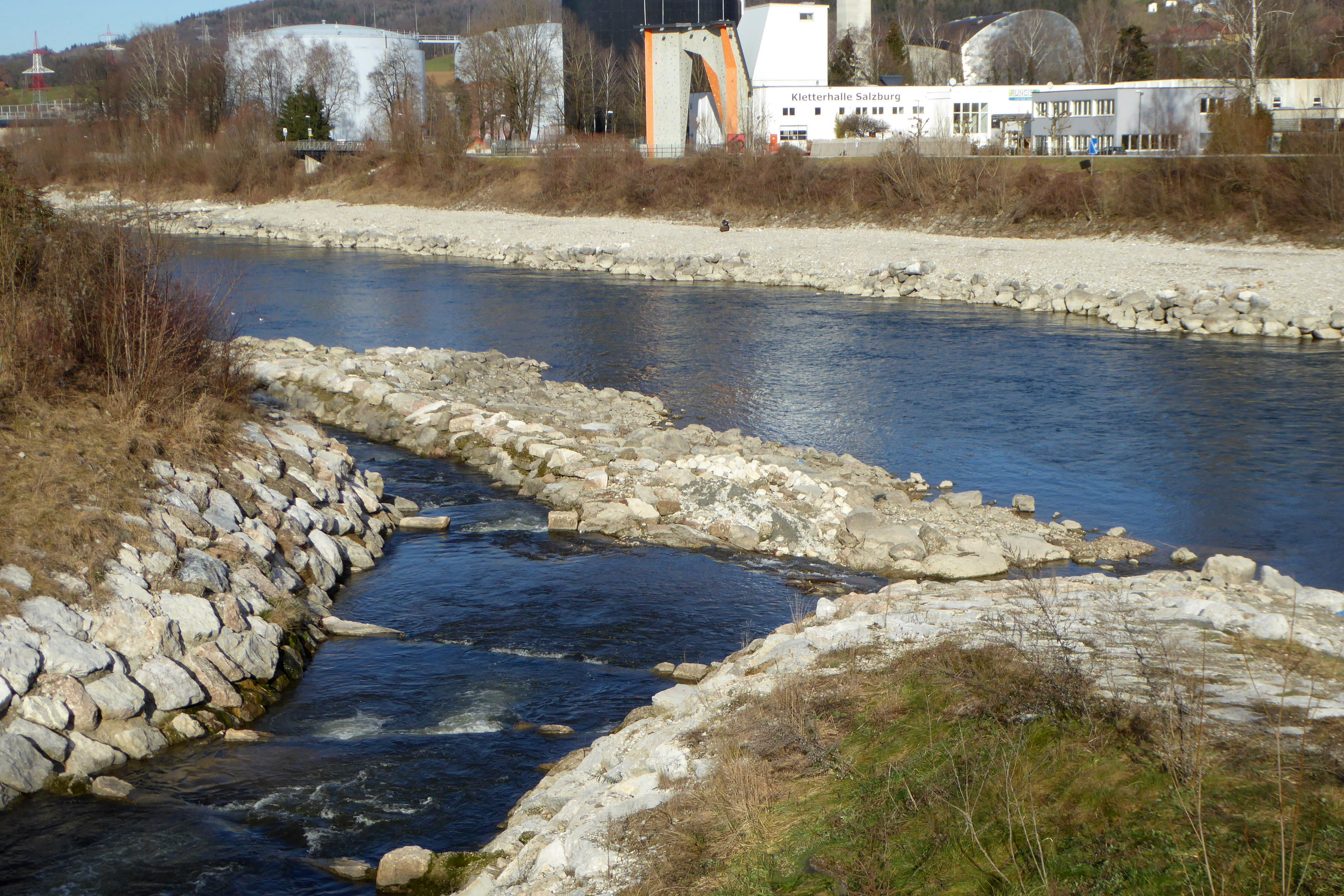
Der 2013 neugestaltete Mündungsbereich des Glankanals

Die Glan ist – zusammen mit den kleinen östlicheren Rosittenbach, der heute in den Almkanal mündet, und dem Almbach – das hydrologisch bestimmende Gewässer des Stadt-Salzburger Südens bis an die Salzach, mit der sie ein weites, postglaziales Moorland geschaffen hat. Etliche Orts- und Flurnamen zeugen von der Moorbesiedelung aller Zeitstufen: Moos, Gneis (aus canalis), Riedenburg (Ried ‚Röhricht‘), Maxglan (aus St. Maximilian an der Glan); jüngeren Datums sind Glansiedlung (Wals-Siezenheim) und Namen von Siedlungen des Salzburger Südens: Kendlersiedlung (Hofname zu ‚Entwässerungsgraben‘), Eichethofsiedlung (zu Eichenwald) und Birkensiedlung (Siedlung im Umfeld der Birkenstraße). Die Wassernutzung zeigt sich in Fürstenbrunn (‚Brunnen der Fürsterzbischöfe‘) und im Namen der alten Vorstadt Mülln (‚Mühle‘), die Gewinnung von Siedlungsraum etwa in Rott (‚Rodung‘) an der Mündung bei der Saalach.
Erste Gedanken zur kleinräumigen Regulierung des Glanbachs gab es bereits 1598 unter Erzbischof Wolf Dietrich von Raitenau sowie zu Beginn um am Ende des 19. Jahrhunderts.
Planungen zur Regulierung wurden jedoch erst 1924 nach einer großen Überschwemmung ernsthaft in Angriff genommen. Zur Meliorierung des Leopoldskroner Moores und anderer landwirtschaftlicher Flächen – im Unterlauf aber auch zur Verbesserung der Hochwassersicherheit für neu errichtete tiefliegende Gebäude in der damals rasch wachsenden Gemeinde Maxglan – wurde 1933–1935 in Liefering der Glankanal als Entlastungskanal mit einer Länge von 1,2 km gegraben, der die Glan im Bereich Messezentrum mit der Salzach verbindet. Danach wurde 1935–1943 zur Entwässerung des Leopoldskroner Mooses der stark mäandrierende Bachlauf im restlichen Stadtgebiet bis Fürstenbrunn radikal begradigt und reguliert und dabei um mehr als 3 km verkürzt. Auch die Nebenbäche im Bereich der Walser Wiesen wurden 1951–1953 reguliert.
Durch die Begradigung und Verkürzung wurden das Landschaftsbild und der Wasserhaushalt des Leopoldskroner Moores gravierend beeinflusst, vor allem aber wurde die Voraussetzung für die immer weitergehende Entwässerung des Moores geschaffen. Die Blütenvielfalt und der Artenreichtum der einst berühmten Glaner Wiesen verschwand. Die Regulierung führte auch zur weiträumigen Verarmung des Fischbestandes der Glan. Als begrüßenswert hingegen empfand man den durch die Regulierungsmaßnahmen erzielten Gewinn von neuem Bauland, was zu reger Bautätigkeit im Bereich Liefering führte.
Um der Verarmung des tierischen und pflanzlichen Artenreichtums im und am Bach entgegenzuwirken sowie die gleichförmige Erscheinung des regulierten Baches aufzulösen, wurde ab 2008 im Bereich des Landschaftsschutzgebietes Leopoldskron-Moos ein teilweiser Rückbau des Bachlaufs vorgenommen. Im Zuge dessen wurden in diesem Bereich an mehreren Stellen das Gewässerbett um parallel zum regulierten Bach verlaufende kurze Mäander vergrößert, die Uferböschungen unterschiedlich gestaltet und Zugänge zum Bach geschaffen. Man verzeichnete bald eine Zunahme des tierischen Bestandes.
Im Zuge des Baus des Kraftwerks Sohlstufe Lehen nächst der Einmündung des Glankanals in die Salzach (dem sogenannten Glanspitz) wurde der Mündungsbereich des Kanals 2013 neu gestaltet. Zuletzt erfolgte im Rahmen von Hochwasserschutzmaßnahmen 2014 eine kleine Umlenkung der Altglan im Mündungsbereich beim Saalachspitz.

## Nebenbäche
Der Glanbach hat ein Einzugsgebiet von 51,7 Quadratkilometern. Die größten Zuflüsse sind:
| Name        | Mündungsseite | Mündungsort  | Einzugsgebiet in km² |
| ----------- | ------------- | ------------ | -------------------- |
| Kühlbach    | links         | Fürstenbrunn | 09,0                 |
| Moosbach    | links         | Glansiedlung | 10,0                 |
| Schwarzbach | rechts        |              | 04,2                 |
| Gauglbach   | rechts        |              | 03,0                 |
| Mühlbach    | links         | Liefering    | 02,5                 |